# Julie Mauduech
 (décembre 2021).
Julie Mauduech est une actrice et costumière française.
Elle est surtout connue pour avoir joué dans les films Métisse et La Haine de Mathieu Kassovitz, avec qui elle a été mariée et a eu une fille, Carmen Kassovitz. Elle a également une fille avec Serge Hazanavicius, Raïka Hazanavicius.

## Biographie
Julie Mauduech a passé les premières années de sa vie à Marseille avant de s'installer avec sa famille en Martinique, île d'origine de sa mère.
Elle a une sœur aînée, Camille Mauduech, qui est réalisatrice de documentaires et de courts métrages.

## Filmographie

### Actrice

#### Cinéma
- 1993 : Métisse de Mathieu Kassovitz : Lola Mauduech
- 1995 : La Haine de Mathieu Kassovitz : une fille dans la galerie d'art
- 1995 : Le Jour et la nuit (court métrage) d'Olivier Nakache et Eric Toledano
- 1997 : Tenue correcte exigée de Philippe Lioret : l'hôtesse du vestiaire
- 1998 : Elle a dit oui (court-métrage) de Max Casanova et Chris Morin : Femme Dieu
- 2013 : Sans métro fixe de Jean Jonasson

#### Télévision
- 1993 : Dose mortelle (téléfilm) de Joyce Buñuel
- 1998 : Les Marmottes (mini-série) : Betty
- 2019 : Tropiques criminels (série télévisée), saison 1, épisode 1 Les Anses d'Arlet de Stéphane Kappes : la mère de Tissia

### Costumière ou habilleuse
- 1999 : J'ai fait des sandwiches pour la route (court-métrage) de Stéphan Guérin-Tillié
- 2000 : Les Brigands (court-métrage) de Jérôme Le Maire
- 2000 : Franck Spadone de Richard Bean
- 2000 : Les Rivières pourpres de Mathieu Kassovitz
- 2001 : La Tour Montparnasse infernale de Charles Nemes
- 2003 : Jeux d'enfants de Yann Samuell
- 2005 : Virgil de Mabrouk El Mechri
- 2005 : Quand les anges s'en mêlent... de Crystel Amsalem
- 2005 : Nèg Maron de Jean-Claude Flamand Barny